# Nusku
Nusku fue un dios mitológico de la luz y el fuego en la antigua Mesopotamia, y en Babilonia fue conocido como Girru. Figura como hijo de Anu, suele ser mencionado como visir o ministro de Enlil. Su símbolo es una lámpara. 
En Asiria su centro de culto fue Harrán, allí predominaba el culto a Sin, dios de la luna, por eso era visto como su hijo. También era considerado el patrón de las artes y dios de la civilización porque se le asociaba al descubrimiento del fuego hecho por la humanidad, y su progreso a partir de este. 
En el poema acadio Atrahasis, aparece aconsejando a Enlil ante la rebelión de los dioses inferiores que ya no querían trabajar más. También es mencionado en el mito de Enlil y Ninlil cuando este lleva a Enlil en un barco para que tenga relaciones con la joven y hermosa Ninlil.